# Giáo hoàng Silvêriô
Silvêriô (Latinh: Silverius) là vị giáo hoàng thứ 58 của Giáo hội Công giáo. Niên giám tòa thánh năm 1806 cho rằng ông đắc cử năm 535 và ở ngôi trong 2 năm vài ngày. Niên giám Tòa thánh năm 2003 xác định triều đại của ông kéo dài từ ngày 1 tháng 6 năm 536 cho tới ngày 11 tháng 11 năm 537. Ông đã được giáo hội suy tôn là thánh sau khi qua đời.
Truyền thống cho rằng Silverius được sinh tại Frosinone và là con của Giáo hoàng Hormisđa. Ông được vua dân Gốt là Thêôđatô bổ nhiệm làm Giáo hoàng. Ông gặp rắc rối trong mối quan hệ với Belisarius người đi chinh phục nước Ý nhân danh Hoàng Đế Phương Đông, và ngài cũng còn gặp rắc rối với nữ hoàng Theodora. Quân đội Byzantine của hoàng đế Justinianus, dưới quyền điều khiển của tướng Belisarius, chiếm thành Roma. Silverius bị bắt và bị đày tới đảo Ponza, và bị ám sát ở đó, sau khi bị buộc phải từ chức Giáo hoàng.
Giáo hoàng Silvêrô được yêu cầu xét lại vụ Anthimô, thượng phụ Constantinôpôli, bị tình nghi theo thuyết Đơn tính, và bị Đức cố Giáo hoàng kết án, người đã từ chối. Đức Giáo hoàng Silvêrô bị xử về tội "phản quốc", đã cấu kết với rợ Gốt, bị đầy sang xứ Pontô(Palmarola, Ý) và người qua đời tại đó ngày 20 tháng 6 năm 537.